# Conrad Pittaluga Arzeno
Conrado "Conrad" Pittaluga Arzeno es un abogado de la República Dominicana.  Es conocido por su implicación en el caso Odebrecht.

## Biografía
Conrad Pittaluga ha ejercido como abogado en Santo Domingo. Proveniente de una distinguida y aristocrática familia de abogados, médicos y profesores de la República Dominicana. Sin embargo, ha ganado notoriedad debido a su implicación en el caso Odebrecht, un escándalo de corrupción a gran escala que involucra a varios países de América Latina.

## Caso Odebrecht
En el caso Odebrecht, Pittaluga, junto con otros individuos, fue acusado de conspiración criminal, soborno y lavado de dinero. Según la acusación, los seis acusados recibieron 92 millones de dólares de las empresas offshore de Odebrecht a través de pagos indebidos y no contabilizados para sobornar a funcionarios.
En 2021, fue absuelto de todos los cargos por un tribunal porque el ministerio público no pudo probar la acusación de que los 6 millones de dólares que Pittaluga efectivamente recibió de Odebrecht hayan sido en calidad de soborno.